# Journal of Information Science
Journal of Information Science is een internationaal, aan collegiale toetsing onderworpen wetenschappelijk tijdschrift op het gebied van de bibliotheekwetenschap. De naam wordt in literatuurverwijzingen meestal afgekort tot J. Inform. Sci. Het wordt uitgegeven door SAGE Publications namens het Chartered Institute of Library and Information Professionals en verschijnt tweemaandelijks. Het eerste nummer verscheen in 1979.
Journal of Information Science is de opvolger van Bulletin of the Institute of Information Scientists (tot 1967) en The Information Scientist (van 1967 tot 1979).